# Gran Premio di superbike di Misano Adriatico 2022
Il Gran Premio di superbike di Misano Adriatico 2022 è stato la quarta prova del mondiale superbike del 2022. Nello stesso fine settimana si sono corsi anche la quarta prova del campionato mondiale Supersport e del campionato mondiale Supersport 300.
I risultati delle gare hanno visto vincere, per quel che concerne il mondiale Superbike: Álvaro Bautista in gara 1 e in gara 2, e Toprak Razgatlıoğlu in gara Superpole.
Le gare del mondiale Supersport sono state vinte entrambe da Dominique Aegerter, mentre le gare del mondiale Supersport 300 sono andate a Matteo Vannucci in gara 1 e Álvaro Díaz in gara 2.

## Superbike gara 1

### Arrivati al traguardo
| Pos. | Nº | Pilota                | Squadra                  | Motocicletta        | Giri | Tempo     | Griglia | Punti |
| ---- | -- | --------------------- | ------------------------ | ------------------- | ---- | --------- | ------- | ----- |
| 1º   | 19 | Álvaro Bautista       | Aruba.it Racing - Ducati | Ducati Panigale V4R | 21   | 33'14.661 | 1º      | 25    |
| 2º   | 65 | Jonathan Rea          | Kawasaki Racing          | Kawasaki ZX-10RR    | 21   | +5.128    | 3º      | 20    |
| 3º   | 21 | Michael Ruben Rinaldi | Aruba.it Racing - Ducati | Ducati Panigale V4R | 21   | +8.289    | 5º      | 16    |
| 4º   | 47 | Axel Bassani          | Motocorsa Racing         | Ducati Panigale V4R | 21   | +10.415   | 10º     | 13    |
| 5º   | 22 | Alex Lowes            | Kawasaki Racing          | Kawasaki ZX-10RR    | 21   | +11.888   | 4º      | 11    |
| 6º   | 55 | Andrea Locatelli      | Pata Yamaha with Brixx   | Yamaha YZF R1       | 21   | +13.320   | 6º      | 10    |
| 7º   | 97 | Xavi Vierge           | Team HRC                 | Honda CBR1000 RR-R  | 21   | +14.396   | 7º      | 9     |
| 8º   | 31 | Garrett Gerloff       | GYTR GRT Yamaha          | Yamaha YZF R1       | 21   | +14.775   | 11º     | 8     |
| 9º   | 7  | Iker Lecuona          | Team HRC                 | Honda CBR1000 RR-R  | 21   | +19.968   | 8º      | 7     |
| 10º  | 45 | Scott Redding         | BMW Motorrad             | BMW M1000RR         | 21   | +26.408   | 9º      | 6     |
| 11º  | 2  | Roberto Tamburini     | Yamaha Motoxracing       | Yamaha YZF R1       | 21   | +37.655   | 14º     | 5     |
| 12º  | 3  | Kōta Nozane           | GYTR GRT Yamaha          | Yamaha YZF R1       | 21   | +40.510   | 15º     | 4     |
| 13º  | 50 | Eugene Laverty        | Bonovo Action BMW        | BMW M1000RR         | 21   | +41.695   | 17º     | 3     |
| 14º  | 29 | Luca Bernardi         | Barni Spark Racing       | Ducati Panigale V4R | 21   | +44.271   | 21º     | 2     |
| 15º  | 76 | Loris Baz             | Bonovo Action BMW        | BMW M1000RR         | 21   | +45.068   | 12º     | 1     |
| 16º  | 53 | Esteve Rabat          | Kawasaki Puccetti Racing | Kawasaki ZX-10RR    | 21   | +45.969   | 19º     |       |
| 17º  | 35 | Hafizh Syahrin        | MIE Racing Honda         | Honda CBR1000 RR-R  | 21   | +47.420   | 18º     |       |
| 18º  | 37 | Ilya Mikhalchik       | BMW Motorrad             | BMW M1000RR         | 21   | +1'00.329 | 23º     |       |
| 19º  | 36 | Leandro Mercado       | MIE Racing Honda         | Honda CBR1000 RR-R  | 21   | +1'09.745 | 22º     |       |
| 20º  | 52 | Oliver König          | Orelac Racing Verdnatura | Kawasaki ZX-10RR    | 21   | +1'09.897 | 24º     |       |

### RitiratI
| Nº | Pilota               | Squadra                   | Motocicletta        | Giri | Griglia |
| -- | -------------------- | ------------------------- | ------------------- | ---- | ------- |
| 1  | Toprak Razgatlıoğlu  | Pata Yamaha with Brixx    | Yamaha YZF R1       | 13   | 2º      |
| 16 | Gabriele Ruiu        | Bmax Racing               | BMW M1000RR         | 11   | 20º     |
| 5  | Philipp Öttl         | Team Goeleven             | Ducati Panigale V4R | 4    | 13º     |
| 23 | Christophe Ponsson   | Gil Motor Sport-Yamaha    | Yamaha YZF R1       | 2    | 16º     |
| 25 | Alessandro Delbianco | TPR Team Pedercini Racing | Kawasaki ZX-10RR    | 0    | 25º     |

## Superbike gara Superpole

### Arrivati al traguardo
| Pos. | Nº | Pilota                | Squadra                  | Motocicletta        | Giri | Tempo     | Griglia | Punti |
| ---- | -- | --------------------- | ------------------------ | ------------------- | ---- | --------- | ------- | ----- |
| 1º   | 1  | Toprak Razgatlıoğlu   | Pata Yamaha with Brixx   | Yamaha YZF R1       | 10   | 15'46.121 | 2º      | 12    |
| 2º   | 19 | Álvaro Bautista       | Aruba.it Racing - Ducati | Ducati Panigale V4R | 10   | +2.087    | 1º      | 9     |
| 3º   | 65 | Jonathan Rea          | Kawasaki Racing          | Kawasaki ZX-10RR    | 10   | +4.975    | 3º      | 7     |
| 4º   | 97 | Xavi Vierge           | Team HRC                 | Honda CBR1000 RR-R  | 10   | +5.903    | 7º      | 6     |
| 5º   | 7  | Iker Lecuona          | Team HRC                 | Honda CBR1000 RR-R  | 10   | +7.197    | 8º      | 5     |
| 6º   | 55 | Andrea Locatelli      | Pata Yamaha with Brixx   | Yamaha YZF R1       | 10   | +8.476    | 6º      | 4     |
| 7º   | 47 | Axel Bassani          | Motocorsa Racing         | Ducati Panigale V4R | 10   | +8.749    | 10º     | 3     |
| 8º   | 22 | Alex Lowes            | Kawasaki Racing          | Kawasaki ZX-10RR    | 10   | +9.383    | 4º      | 2     |
| 9º   | 31 | Garrett Gerloff       | GYTR GRT Yamaha          | Yamaha YZF R1       | 10   | +9.566    | 11º     | 1     |
| 10º  | 21 | Michael Ruben Rinaldi | Aruba.it Racing - Ducati | Ducati Panigale V4R | 10   | +12.303   | 5º      |       |
| 11º  | 45 | Scott Redding         | BMW Motorrad             | BMW M1000RR         | 10   | +12.400   | 9º      |       |
| 12º  | 50 | Eugene Laverty        | Bonovo Action BMW        | BMW M1000RR         | 10   | +19.399   | 16º     |       |
| 13º  | 35 | Hafizh Syahrin        | MIE Racing Honda         | Honda CBR1000 RR-R  | 10   | +21.834   | 17º     |       |
| 14º  | 29 | Luca Bernardi         | Barni Spark Racing       | Ducati Panigale V4R | 10   | +22.000   | 20º     |       |
| 15º  | 37 | Ilya Mikhalchik       | BMW Motorrad             | BMW M1000RR         | 10   | +24.547   | 22º     |       |
| 16º  | 53 | Esteve Rabat          | Kawasaki Puccetti Racing | Kawasaki ZX-10RR    | 10   | +25.000   | 18º     |       |
| 17º  | 2  | Roberto Tamburini     | Yamaha Motoxracing       | Yamaha YZF R1       | 10   | +26.420   | 14º     |       |
| 18º  | 16 | Gabriele Ruiu         | Bmax Racing              | BMW M1000RR         | 10   | +28.132   | 19º     |       |
| 19º  | 36 | Leandro Mercado       | MIE Racing Honda         | Honda CBR1000 RR-R  | 10   | +28.479   | 21º     |       |
| 20º  | 52 | Oliver König          | Orelac Racing Verdnatura | Kawasaki ZX-10RR    | 8    | +2 giri   | 23º     |       |

### Ritirati
| Nº | Pilota               | Squadra                   | Motocicletta        | Giri | Griglia |
| -- | -------------------- | ------------------------- | ------------------- | ---- | ------- |
| 3  | Kōta Nozane          | GYTR GRT Yamaha           | Yamaha YZF R1       | 9    | 15º     |
| 5  | Philipp Öttl         | Team Goeleven             | Ducati Panigale V4R | 6    | 13º     |
| 76 | Loris Baz            | Bonovo Action BMW         | BMW M1000RR         | 5    | 12º     |
| 25 | Alessandro Delbianco | TPR Team Pedercini Racing | Kawasaki ZX-10RR    | 0    | 24º     |

## Superbike gara 2

### Arrivati al traguardo
| Pos. | Nº | Pilota                | Squadra                  | Motocicletta        | Giri | Tempo     | Griglia | Punti |
| ---- | -- | --------------------- | ------------------------ | ------------------- | ---- | --------- | ------- | ----- |
| 1º   | 19 | Álvaro Bautista       | Aruba.it Racing - Ducati | Ducati Panigale V4R | 21   | 33'12.030 | 2º      | 25    |
| 2º   | 1  | Toprak Razgatlıoğlu   | Pata Yamaha with Brixx   | Yamaha YZF R1       | 21   | +7.194    | 1º      | 20    |
| 3º   | 21 | Michael Ruben Rinaldi | Aruba.it Racing - Ducati | Ducati Panigale V4R | 21   | +11.119   | 10º     | 16    |
| 4º   | 65 | Jonathan Rea          | Kawasaki Racing          | Kawasaki ZX-10RR    | 21   | +14.901   | 3º      | 13    |
| 5º   | 7  | Iker Lecuona          | Team HRC                 | Honda CBR1000 RR-R  | 21   | +18.774   | 5º      | 11    |
| 6º   | 55 | Andrea Locatelli      | Pata Yamaha with Brixx   | Yamaha YZF R1       | 21   | +20.217   | 6º      | 10    |
| 7º   | 47 | Axel Bassani          | Motocorsa Racing         | Ducati Panigale V4R | 21   | +21.149   | 7º      | 9     |
| 8º   | 22 | Alex Lowes            | Kawasaki Racing          | Kawasaki ZX-10RR    | 21   | +23.533   | 8º      | 8     |
| 9º   | 45 | Scott Redding         | BMW Motorrad             | BMW M1000RR         | 21   | +29.638   | 11º     | 7     |
| 10º  | 76 | Loris Baz             | Bonovo Action BMW        | BMW M1000RR         | 21   | +38.831   | 12º     | 6     |
| 11º  | 5  | Philipp Öttl          | Team Goeleven            | Ducati Panigale V4R | 21   | +40.881   | 13º     | 5     |
| 12º  | 2  | Roberto Tamburini     | Yamaha Motoxracing       | Yamaha YZF R1       | 21   | +41.588   | 14º     | 4     |
| 13º  | 29 | Luca Bernardi         | Barni Spark Racing       | Ducati Panigale V4R | 21   | +43.353   | 20º     | 3     |
| 14º  | 50 | Eugene Laverty        | Bonovo Action BMW        | BMW M1000RR         | 21   | +43.833   | 16º     | 2     |
| 15º  | 37 | Ilya Mikhalchik       | BMW Motorrad             | BMW M1000RR         | 21   | +43.889   | 22º     | 1     |
| 16º  | 3  | Kōta Nozane           | GYTR GRT Yamaha          | Yamaha YZF R1       | 21   | +44.697   | 15º     |       |
| 17º  | 53 | Esteve Rabat          | Kawasaki Puccetti Racing | Kawasaki ZX-10RR    | 21   | +49.375   | 18º     |       |
| 18º  | 36 | Leandro Mercado       | MIE Racing Honda         | Honda CBR1000 RR-R  | 21   | +1'02.448 | 21º     |       |
| 19º  | 52 | Oliver König          | Orelac Racing Verdnatura | Kawasaki ZX-10RR    | 21   | +1'22.808 | 23º     |       |

### Ritirati
| Nº | Pilota               | Squadra                   | Motocicletta       | Giri | Griglia |
| -- | -------------------- | ------------------------- | ------------------ | ---- | ------- |
| 97 | Xavi Vierge          | Team HRC                  | Honda CBR1000 RR-R | 11   | 4º      |
| 35 | Hafizh Syahrin       | MIE Racing Honda          | Honda CBR1000 RR-R | 7    | 17º     |
| 25 | Alessandro Delbianco | TPR Team Pedercini Racing | Kawasaki ZX-10RR   | 7    | 24º     |
| 16 | Gabriele Ruiu        | Bmax Racing               | BMW M1000RR        | 3    | 19º     |
| 31 | Garrett Gerloff      | GYTR GRT Yamaha           | Yamaha YZF R1      | 2    | 9º      |

## Supersport gara 1

### Arrivati al traguardo
| Pos. | Nº | Pilota              | Squadra                  | Motocicletta             | Giri | Tempo     | Griglia | Punti |
| ---- | -- | ------------------- | ------------------------ | ------------------------ | ---- | --------- | ------- | ----- |
| 1º   | 77 | Dominique Aegerter  | Ten Kate Racing Yamaha   | Yamaha YZF R6            | 18   | 29'34.863 | 1º      | 25    |
| 2º   | 7  | Lorenzo Baldassarri | Evan Bros. Yamaha        | Yamaha YZF R6            | 18   | +0.006    | 3º      | 20    |
| 3º   | 11 | Nicolò Bulega       | Aruba.it Racing          | Ducati Panigale V2       | 18   | +0.080    | 2º      | 16    |
| 4º   | 61 | Can Öncü            | Kawasaki Puccetti Racing | Kawasaki ZX-6R           | 18   | +16.959   | 7º      | 13    |
| 5º   | 62 | Stefano Manzi       | Dynavolt Triumph         | Triumph Street Triple RS | 18   | +16.991   | 9º      | 11    |
| 6º   | 55 | Yari Montella       | Kawasaki Puccetti Racing | Kawasaki ZX-6R           | 18   | +17.028   | 5º      | 10    |
| 7º   | 16 | Jules Cluzel        | GMT94 Yamaha             | Yamaha YZF R6            | 18   | +17.220   | 8º      | 9     |
| 8º   | 27 | Mattia Casadei      | MV Agusta Reparto Corse  | MV Agusta F3 800 RR      | 18   | +22.476   | 17º     | 8     |
| 9º   | 25 | Marcel Brenner      | VFT Racing               | Yamaha YZF R6            | 18   | +28.004   | 6º      | 7     |
| 10º  | 99 | Adrián Huertas      | MTM Kawasaki             | Kawasaki ZX-6R           | 18   | +33.910   | 23º     | 6     |
| 11º  | 38 | Hannes Soomer       | Dynavolt Triumph         | Triumph Street Triple RS | 18   | +34.540   | 27º     | 5     |
| 12º  | 56 | Péter Sebestyén     | Evan Bros. Yamaha        | Yamaha YZF R6            | 18   | +34.767   | 16º     | 4     |
| 13º  | 94 | Andy Verdoïa        | GMT94 Yamaha             | Yamaha YZF R6            | 18   | +35.588   | 11º     | 3     |
| 14º  | 24 | Leonardo Taccini    | Ten Kate Racing Yamaha   | Yamaha YZF R6            | 18   | +35.972   | 24º     | 2     |
| 15º  | 29 | Nicholas Spinelli   | D34G Racing              | Ducati Panigale V2       | 18   | +36.586   | 21º     | 1     |
| 16º  | 73 | Maximilian Kofler   | CM Racing                | Ducati Panigale V2       | 18   | +37.803   | 13º     |       |
| 17º  | 13 | Luca Ottaviani      | Altogo Racing            | Yamaha YZF R6            | 18   | +39.784   | 28º     |       |
| 18º  | 22 | Federico Fuligni    | D34G Racing              | Ducati Panigale V2       | 18   | +44.045   | 29º     |       |
| 19º  | 50 | Ondřej Vostatek     | MS Racing Yamaha         | Yamaha YZF R6            | 18   | +44.604   | 26º     |       |
| 20º  | 36 | Sander Kroeze       | Kallio Racing            | Yamaha YZF R6            | 18   | +57.715   | 32º     |       |
| 21º  | 54 | Bahattin Sofuoğlu   | MV Agusta Reparto Corse  | MV Agusta F3 800 RR      | 18   | +1'28.339 | 22º     |       |
| 22º  | 3  | Raffaele De Rosa    | Orelac Racing Verdnatura | Ducati Panigale V2       | 15   | +3 giri   | 14º     |       |
| 23º  | 32 | Oliver Bayliss      | Barni Spark Racing       | Ducati Panigale V2       | 14   | +4 giri   | 10º     |       |

### Ritirati
| Nº | Pilota               | Squadra                    | Motocicletta       | Giri | Griglia |
| -- | -------------------- | -------------------------- | ------------------ | ---- | ------- |
| 10 | Unai Orradre         | MS Racing Yamaha           | Yamaha YZF R6      | 14   | 15º     |
| 17 | Kyle Smith           | VFT Racing                 | Yamaha YZF R6      | 13   | 25º     |
| 64 | Federico Caricasulo  | Althea Racing              | Ducati Panigale V2 | 11   | 4º      |
| 52 | Patrick Hobelsberger | Kallio Racing              | Yamaha YZF R6      | 8    | 18º     |
| 21 | Benjamin Currie      | Motozoo Racing by Puccetti | Kawasaki ZX-6R     | 5    | 30º     |
| 6  | Jeffrey Buis         | Motozoo Racing by Puccetti | Kawasaki ZX-6R     | 2    | 31º     |
| 28 | Glenn van Straalen   | EAB Racing                 | Yamaha YZF R6      | 0    | 12º     |
| 90 | Matteo Patacca       | Renzi Corse                | Ducati Panigale V2 | 0    | 19º     |
| 69 | Tom Booth-Amos       | Prodina Racing             | Kawasaki ZX-6R     | 0    | 20º     |

## Supersport gara 2

### Arrivati al traguardo
| Pos. | Nº | Pilota               | Squadra                    | Motocicletta             | Giri | Tempo     | Griglia | Punti |
| ---- | -- | -------------------- | -------------------------- | ------------------------ | ---- | --------- | ------- | ----- |
| 1º   | 77 | Dominique Aegerter   | Ten Kate Racing Yamaha     | Yamaha YZF R6            | 18   | 29'33.667 | 1º      | 25    |
| 2º   | 7  | Lorenzo Baldassarri  | Evan Bros. Yamaha          | Yamaha YZF R6            | 18   | +0.338    | 3º      | 20    |
| 3º   | 11 | Nicolò Bulega        | Aruba.it Racing            | Ducati Panigale V2       | 18   | +6.460    | 2º      | 16    |
| 4º   | 62 | Stefano Manzi        | Dynavolt Triumph           | Triumph Street Triple RS | 18   | +7.824    | 9º      | 13    |
| 5º   | 61 | Can Öncü             | Kawasaki Puccetti Racing   | Kawasaki ZX-6R           | 18   | +10.379   | 7º      | 11    |
| 6º   | 64 | Federico Caricasulo  | Althea Racing              | Ducati Panigale V2       | 18   | +11.024   | 4º      | 10    |
| 7º   | 55 | Yari Montella        | Kawasaki Puccetti Racing   | Kawasaki ZX-6R           | 18   | +11.383   | 5º      | 9     |
| 8º   | 27 | Mattia Casadei       | MV Agusta Reparto Corse    | MV Agusta F3 800 RR      | 18   | +15.994   | 17º     | 8     |
| 9º   | 16 | Jules Cluzel         | GMT94 Yamaha               | Yamaha YZF R6            | 18   | +16.144   | 8º      | 7     |
| 10º  | 3  | Raffaele De Rosa     | Orelac Racing Verdnatura   | Ducati Panigale V2       | 18   | +22.283   | 14º     | 6     |
| 11º  | 94 | Andy Verdoïa         | GMT94 Yamaha               | Yamaha YZF R6            | 18   | +27.861   | 11º     | 5     |
| 12º  | 38 | Hannes Soomer        | Dynavolt Triumph           | Triumph Street Triple RS | 18   | +28.553   | 25º     | 4     |
| 13º  | 25 | Marcel Brenner       | VFT Racing                 | Yamaha YZF R6            | 18   | +28.862   | 6º      | 3     |
| 14º  | 56 | Péter Sebestyén      | Evan Bros. Yamaha          | Yamaha YZF R6            | 18   | +28.990   | 16º     | 2     |
| 15º  | 99 | Adrián Huertas       | MTM Kawasaki               | Kawasaki ZX-6R           | 18   | +29.170   | 21º     | 1     |
| 16º  | 17 | Kyle Smith           | VFT Racing                 | Yamaha YZF R6            | 18   | +31.734   | 23º     |       |
| 17º  | 73 | Maximilian Kofler    | CM Racing                  | Ducati Panigale V2       | 18   | +33.707   | 13º     |       |
| 18º  | 54 | Bahattin Sofuoğlu    | MV Agusta Reparto Corse    | MV Agusta F3 800 RR      | 18   | +35.534   | 31º     |       |
| 19º  | 28 | Glenn van Straalen   | EAB Racing                 | Yamaha YZF R6            | 18   | +36.326   | 12º     |       |
| 20º  | 90 | Matteo Patacca       | Renzi Corse                | Ducati Panigale V2       | 18   | +37.453   | 19º     |       |
| 21º  | 29 | Nicholas Spinelli    | D34G Racing                | Ducati Panigale V2       | 18   | +38.122   | 20º     |       |
| 22º  | 52 | Patrick Hobelsberger | Kallio Racing              | Yamaha YZF R6            | 18   | +38.811   | 18º     |       |
| 23º  | 22 | Federico Fuligni     | D34G Racing                | Ducati Panigale V2       | 18   | +41.962   | 27º     |       |
| 24º  | 50 | Ondřej Vostatek      | MS Racing Yamaha           | Yamaha YZF R6            | 18   | +43.728   | 24º     |       |
| 25º  | 36 | Sander Kroeze        | Kallio Racing              | Yamaha YZF R6            | 18   | +49.908   | 30º     |       |
| 26º  | 21 | Benjamin Currie      | Motozoo Racing by Puccetti | Kawasaki ZX-6R           | 18   | +54.665   | 28º     |       |
| 27º  | 6  | Jeffrey Buis         | Motozoo Racing by Puccetti | Kawasaki ZX-6R           | 18   | +1'12.935 | 29º     |       |

### Ritirati
| Nº | Pilota           | Squadra                | Motocicletta       | Giri | Griglia |
| -- | ---------------- | ---------------------- | ------------------ | ---- | ------- |
| 24 | Leonardo Taccini | Ten Kate Racing Yamaha | Yamaha YZF R6      | 11   | 22º     |
| 13 | Luca Ottaviani   | Altogo Racing          | Yamaha YZF R6      | 10   | 26º     |
| 10 | Unai Orradre     | MS Racing Yamaha       | Yamaha YZF R6      | 3    | 15º     |
| 32 | Oliver Bayliss   | Barni Spark Racing     | Ducati Panigale V2 | 3    | 10º     |

## Supersport 300 gara 1

### Arrivati al traguardo
| Pos. | Nº | Pilota              | Squadra                                | Motocicletta       | Giri | Tempo     | Griglia | Punti |
| ---- | -- | ------------------- | -------------------------------------- | ------------------ | ---- | --------- | ------- | ----- |
| 1º   | 91 | Matteo Vannucci     | AG Motorsport Italia Yamaha            | Yamaha YZF-R3      | 15   | 27'33.562 | 1º      | 25    |
| 2º   | 27 | Álvaro Díaz         | Arco Motor University                  | Yamaha YZF-R3      | 15   | +0.020    | 13º     | 20    |
| 3º   | 46 | Samuel Di Sora      | Leader Team Flembbo                    | Kawasaki Ninja 400 | 15   | +0.465    | 7º      | 16    |
| 4º   | 15 | Alfonso Coppola     | VM Racing                              | Yamaha YZF-R3      | 15   | +0.556    | 5º      | 13    |
| 5º   | 72 | Victor Steeman      | MTM Kawasaki                           | Kawasaki Ninja 400 | 15   | +7.575    | 2º      | 11    |
| 6º   | 58 | Iñigo Iglesias      | SMW Racing                             | Kawasaki Ninja 400 | 15   | +8.260    | 3º      | 10    |
| 7º   | 60 | Dirk Geiger         | Fusport-RT Motorsports by SKM-Kawasaki | Kawasaki Ninja 400 | 15   | +8.294    | 10º     | 9     |
| 8º   | 61 | Yuta Okaya          | MTM Kawasaki                           | Kawasaki Ninja 400 | 15   | +8.449    | 8º      | 8     |
| 9º   | 64 | Hugo De Cancellis   | Prodina Racing                         | Kawasaki Ninja 400 | 15   | +8.752    | 14º     | 7     |
| 10º  | 77 | Ruben Bijman        | MTM Kawasaki                           | Kawasaki Ninja 400 | 15   | +8.827    | 16º     | 6     |
| 11º  | 53 | Petr Svoboda        | Accolade Smrz Racing                   | Kawasaki Ninja 400 | 15   | +8.969    | 18º     | 5     |
| 12º  | 41 | Marc García         | Yamaha MS Racing                       | Yamaha YZF-R3      | 15   | +9.228    | 22º     | 4     |
| 13º  | 59 | Alessandro Zanca    | Kawasaki GP Project                    | Kawasaki Ninja 400 | 15   | +10.749   | 4º      | 3     |
| 14º  | 14 | Alex Millán         | SMW Racing                             | Kawasaki Ninja 400 | 15   | +10.776   | 15º     | 2     |
| 15º  | 93 | Marco Gaggi         | Vinales Racing                         | Yamaha YZF-R3      | 15   | +10.822   | 30º     | 1     |
| 16º  | 80 | Gabriele Mastroluca | ProGP Racing                           | Yamaha YZF-R3      | 15   | +18.190   | 9º      |       |
| 17º  | 12 | Humberto Maier      | AD78 Team Brasil by MS Racing          | Yamaha YZF-R3      | 15   | +28.991   | 19º     |       |
| 18º  | 69 | Troy Alberto        | Fusport-RT Motorsports by SKM-Kawasaki | Kawasaki Ninja 400 | 15   | +34.162   | 29º     |       |
| 19º  | 23 | Sylvain Markarian   | Leader Team Flembbo                    | Kawasaki Ninja 400 | 15   | +34.289   | 23º     |       |
| 20º  | 88 | Daniel Mogeda       | Team#109 Kawasaki                      | Kawasaki Ninja 400 | 15   | +34.570   | 28º     |       |
| 21º  | 35 | Yeray Saiz Marquez  | Accolade Smrz Racing                   | Kawasaki Ninja 400 | 15   | +34.663   | 27º     |       |
| 22º  | 18 | Indy Offer          | BrCorse                                | Yamaha YZF-R3      | 15   | +55.579   | 32º     |       |
| 23º  | 81 | Ioannis Peristeras  | ProGP Racing                           | Yamaha YZF-R3      | 15   | +1'05.845 | 31º     |       |
| 24º  | 85 | Kevin Sabatucci     | Kawasaki GP Project                    | Kawasaki Ninja 400 | 14   | +1 giro   | 12º     |       |

### Ritirati
| Nº | Pilota                 | Squadra                         | Motocicletta       | Giri | Griglia |
| -- | ---------------------- | ------------------------------- | ------------------ | ---- | ------- |
| 87 | Eliton Gohara Kawakami | AD78 Team Brasil by MS Racing   | Yamaha YZF-R3      | 13   | 20º     |
| 47 | Fenton Seabright       | Vinales Racing                  | Yamaha YZF-R3      | 10   | 24º     |
| 43 | Harry Khouri           | Team#109 Kawasaki               | Kawasaki Ninja 400 | 4    | 25º     |
| 2  | Iker García            | Yamaha MS Racing                | Yamaha YZF-R3      | 2    | 26º     |
| 25 | Mattia Martella        | Prodina Racing                  | Kawasaki Ninja 400 | 1    | 17º     |
| 28 | Lennox Lehmann         | Freudenberg KTM - Paligo Racing | KTM RC 390 R       | 1    | 21º     |
| 8  | Bruno Ieraci           | Prodina Racing                  | Kawasaki Ninja 400 | 1    | 6º      |
| 26 | Mirko Gennai           | BrCorse                         | Yamaha YZF-R3      | 0    | 11º     |

## Supersport 300 gara 2

### Arrivati al traguardo
| Pos. | Nº | Pilota              | Squadra                                | Motocicletta       | Giri | Tempo     | Griglia | Punti |
| ---- | -- | ------------------- | -------------------------------------- | ------------------ | ---- | --------- | ------- | ----- |
| 1º   | 27 | Álvaro Díaz         | Arco Motor University                  | Yamaha YZF-R3      | 15   | 27'46.785 | 12º     | 25    |
| 2º   | 61 | Yuta Okaya          | MTM Kawasaki                           | Kawasaki Ninja 400 | 15   | +0.408    | 7º      | 20    |
| 3º   | 72 | Victor Steeman      | MTM Kawasaki                           | Kawasaki Ninja 400 | 15   | +0.930    | 1º      | 16    |
| 4º   | 64 | Hugo De Cancellis   | Prodina Racing                         | Kawasaki Ninja 400 | 15   | +0.933    | 13º     | 13    |
| 5º   | 60 | Dirk Geiger         | Fusport-RT Motorsports by SKM-Kawasaki | Kawasaki Ninja 400 | 15   | +1.067    | 9º      | 11    |
| 6º   | 28 | Lennox Lehmann      | Freudenberg KTM - Paligo Racing        | KTM RC 390 R       | 15   | +1.100    | 20º     | 10    |
| 7º   | 26 | Mirko Gennai        | BrCorse                                | Yamaha YZF-R3      | 15   | +1.191    | 10º     | 9     |
| 8º   | 85 | Kevin Sabatucci     | Kawasaki GP Project                    | Kawasaki Ninja 400 | 15   | +1.223    | 11º     | 8     |
| 9º   | 77 | Ruben Bijman        | MTM Kawasaki                           | Kawasaki Ninja 400 | 15   | +1.404    | 15º     | 7     |
| 10º  | 15 | Alfonso Coppola     | VM Racing                              | Yamaha YZF-R3      | 15   | +1.443    | 4º      | 6     |
| 11º  | 80 | Gabriele Mastroluca | ProGP Racing                           | Yamaha YZF-R3      | 15   | +1.928    | 8º      | 5     |
| 12º  | 58 | Iñigo Iglesias      | SMW Racing                             | Kawasaki Ninja 400 | 15   | +2.036    | 2º      | 4     |
| 13º  | 41 | Marc García         | Yamaha MS Racing                       | Yamaha YZF-R3      | 15   | +2.085    | 21º     | 3     |
| 14º  | 8  | Bruno Ieraci        | Prodina Racing                         | Kawasaki Ninja 400 | 15   | +2.345    | 5º      | 2     |
| 15º  | 69 | Troy Alberto        | Fusport-RT Motorsports by SKM-Kawasaki | Kawasaki Ninja 400 | 15   | +6.514    | 28º     | 1     |
| 16º  | 81 | Ioannis Peristeras  | ProGP Racing                           | Yamaha YZF-R3      | 15   | +6.645    | 30º     |       |
| 17º  | 14 | Alex Millán         | SMW Racing                             | Kawasaki Ninja 400 | 15   | +6.677    | 14º     |       |
| 18º  | 12 | Humberto Maier      | AD78 Team Brasil by MS Racing          | Yamaha YZF-R3      | 15   | +11.254   | 18º     |       |
| 19º  | 47 | Fenton Seabright    | Vinales Racing                         | Yamaha YZF-R3      | 15   | +11.269   | 23º     |       |
| 20º  | 88 | Daniel Mogeda       | Team#109 Kawasaki                      | Kawasaki Ninja 400 | 15   | +11.427   | 27º     |       |
| 21º  | 18 | Indy Offer          | BrCorse                                | Yamaha YZF-R3      | 15   | +37.617   | 31º     |       |
| 22º  | 35 | Yeray Saiz Marquez  | Accolade Smrz Racing                   | Kawasaki Ninja 400 | 15   | +49.429   | 26º     |       |

### Ritirati
| Nº | Pilota                 | Squadra                       | Motocicletta       | Giri | Griglia |
| -- | ---------------------- | ----------------------------- | ------------------ | ---- | ------- |
| 23 | Sylvain Markarian      | Leader Team Flembbo           | Kawasaki Ninja 400 | 13   | 22º     |
| 93 | Marco Gaggi            | Vinales Racing                | Yamaha YZF-R3      | 10   | 29º     |
| 46 | Samuel Di Sora         | Leader Team Flembbo           | Kawasaki Ninja 400 | 8    | 6º      |
| 43 | Harry Khouri           | Team#109 Kawasaki             | Kawasaki Ninja 400 | 8    | 24º     |
| 2  | Iker García            | Yamaha MS Racing              | Yamaha YZF-R3      | 5    | 25º     |
| 53 | Petr Svoboda           | Accolade Smrz Racing          | Kawasaki Ninja 400 | 3    | 17º     |
| 59 | Alessandro Zanca       | Kawasaki GP Project           | Kawasaki Ninja 400 | 1    | 3º      |
| 87 | Eliton Gohara Kawakami | AD78 Team Brasil by MS Racing | Yamaha YZF-R3      | 0    | 19º     |
| 25 | Mattia Martella        | Prodina Racing                | Kawasaki Ninja 400 | 0    | 16º     |